# Marius Doron
 (février 2022).
Marius Doron, né le 26 septembre 1885 à Saint-Étienne et mort le 10 février 1927 à Saint-Étienne, est un militant de l'Entente républicaine blessé mortellement lors d'une réunion de René Benjamin.

## Biographie
Marius Doron était un industriel fabricant d'armes, membre de l'Entente républicaine, blessé mortellement alors qu'il se rendait à une conférence littéraire de René Benjamin consacrée à Alphonse Daudet à l'Etoile-Théâtre de Saint-Étienne le 7 février 1927,. Il succomba à sa blessure trois jours plus tard.
Un suspect dénommé Marius Jean, anarchiste, fut placé en détention provisoire en 1932. Le crime reste à ce jour non résolu.